# Patrick Martínez
Patrick Anthony Martínez (5 de abril de 1990) es un luchador estadounidense de lucha grecorromana. Participó en el Campeonato Mundial de 2015 consiguiendo la 13.ª posición. Ganó una medalla de bronce en el Campeonato Panamericano de 2016.  